# Chilenische Weinstraße

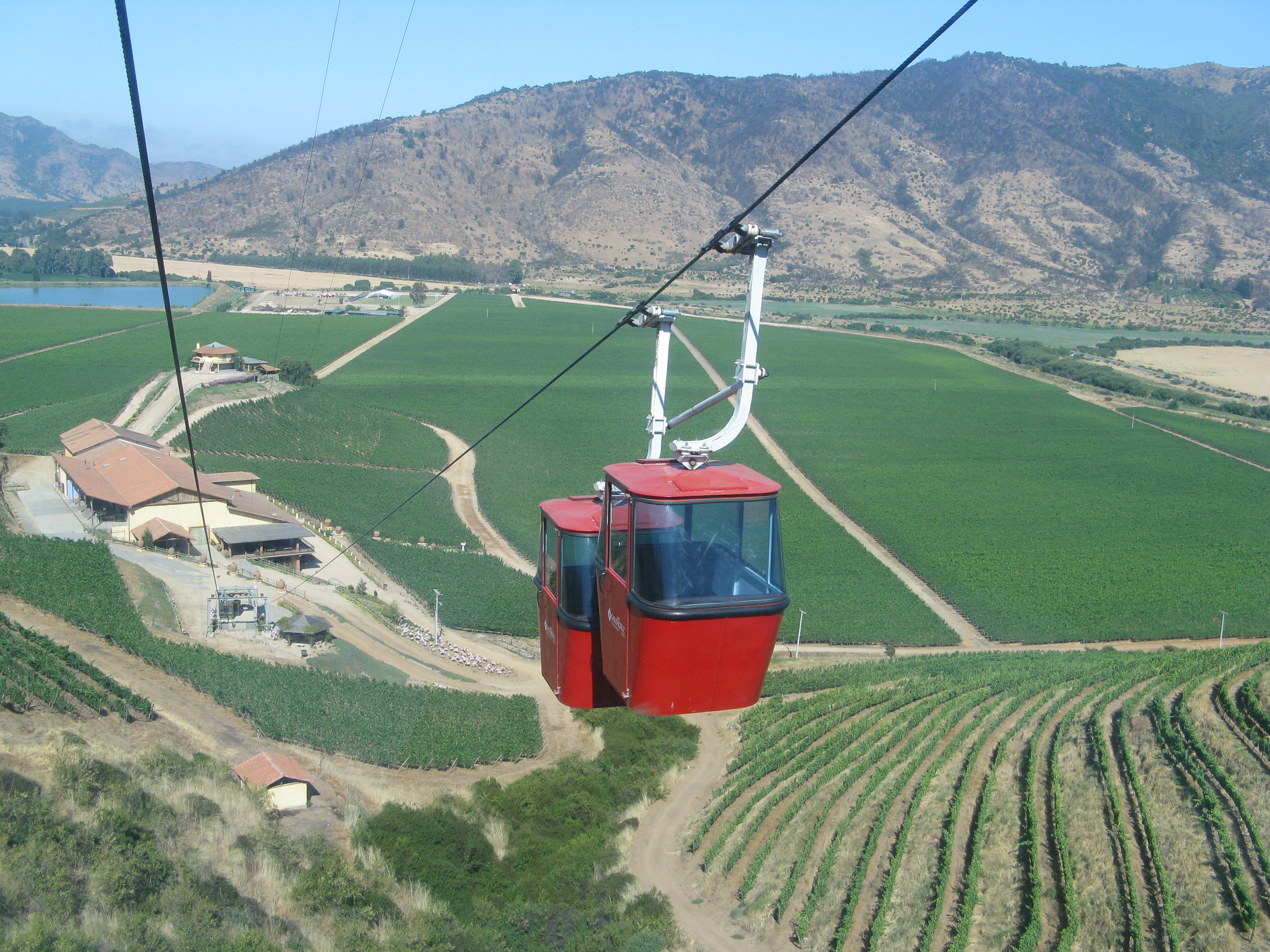
Seilbahnen über Weinberge im Colchagua-Tal

Die chilenischen Weinstraßen sind mehrere Tourismusrouten durch vier Weinregionen in Chile.

## Weinbau in Chile
Laut dem Bericht der Internationalen Organisation für Rebe und Wein 2022 sind in Chile 210.000 Hektar mit Reben bepflanzt. Chile ist neben Brasilien und Argentinien eines der drei südamerikanischen Länder mit den meisten Weinbergen.

## Geschichte
Seit den 1990er Jahren haben die chilenischen Behörden Studien und Analysen zur Entwicklung des Tourismus parallel zur Weinproduktion durchgeführt, um diese nationale Produktionstätigkeit zu festigen und den chilenischen Wein als Teil einer touristischen Attraktion zu positionieren, Hand in Hand mit der Zunahme im Export dieses Getränks.
1996 wurde die erste Weinroute des Colchagua-Tals gegründet, ein thematischer Weinrundgang rund um die Kommune Santa Cruz, in der Provinz Colchagua. Diese Route wurde von privaten Unternehmen in einer öffentlich-privaten Partnerschaft erstellt und organisiert, die vom Wirtschaftsministerium und dem Ministerium für öffentliche Arbeiten gesponsert wird. Seitdem haben die Weinstraßen zugenommen und mit ihnen das spezialisierte touristische Angebot, mit der Gründung von Hotels, Resorts, Gaststätten und Spas mit Aktivitäten rund um den Wein.
In Anlehnung an diese Linie haben die chilenischen Behörden seit 2015 den 4. September zum Nationaltag des chilenischen Weins erklärt und damit eine Reihe von Aktivitäten im Zusammenhang mit der Weinkultur und Önologie entwickelt, darunter Besuche der Weinberge entlang dieser Routen. Das Datum wurde aufgrund eines Briefes vom 4. September 1495 des Konquistadors Pedro de Valdivia an König Karl V. gewählt, in dem der Ausdruck „Reben und Weine zur Evangelisierung Chiles“ erwähnt wird, der die erste Aufzeichnung des Wortes Wein ist, das sich darauf bezieht aktuelles Staatsgebiet. Im selben Jahr stufte die spezialisierte Tourismus-Website Fodor’s die chilenischen Weintäler unter die elf besten Reiseziele der Welt ein, um Flitterwochen zu feiern.
Das ganze Jahr über werden touristische Aktivitäten durchgeführt, darunter Besuche der Weinberge und Weinkeller, Weinproben, Wellness-Therapien usw. Touristen aus der nördlichen Hemisphäre betonen den Blick auf die Landschaften gegenüber der Jahreszeit, in der sie sich in ihrem Herkunftsland aufhalten, wie zum Beispiel zwischen März und Juni Weinreben mit ihrer herbstlichen Blattfarbe zu beobachten.

## Weinstraßen nach Weinregion
Zwischen 2013 und 2014 wurde die Diagnose des Weintourismus in Chile durchgeführt, die es ermöglichte, die chilenischen Weinrouten in vier großen Weinanbaugebieten zu identifizieren und zu definieren:
- Weinregion Coquimbo: entspricht dem nördlichsten Weinanbaugebiet des Landes mit Mittelpunkt in der IV. Region Coquimbo.
- Weinregion Aconcagua: umfasst die Weinstraßen im Aconcagua-Tal in der V. Region Valparaíso.
- Weinregion des Zentraltals: beinhaltet die Weinstraßen der Regionen Metropolregion Santiago, O’Higgins und Maule.
- Südliche Weinregion: umfasst die Weinberge und die touristischen Routen, die die Regionen Ñuble und Biobío verbinden.